# Love and Vengeance
Love and Vengeance est un court métrage muet américain réalisé par Henry Lehrman, sorti en 1914.

## Fiche technique
- Titre : Love and Vengeance
- Réalisation : Henry Lehrman
- Scénario :
- Production : Fred J. Balshofer
- Société de production : Sterling Film Company
- Distribution : Universal Film Manufacturing Company
- Durée : 600 m (2 bobines)[1]
- Format : Noir et blanc - 1,33:1
- Date de sortie : États-Unis : 23 avril 1914

## Distribution
- Ford Sterling
- Emma Bell Clifton
- Henry Lehrman
- Frank B. Good
- Lon Carter